# PGC 12706
LEDA/PGC 12706 ist eine Spiralgalaxie vom Hubble-Typ S im Sternbild Fornax am Südsternhimmel. Sie ist schätzungsweise 57 Millionen Lichtjahre von der Milchstraße entfernt. Unter der Katalognummer FCC 28 ist sie als Mitglied des Fornax-Galaxienhaufens gelistet.

Im selben Himmelsareal befinden sich u. a. die Galaxien NGC 1316, NGC 1317, PGC 12636.